# Catherine Belton
Catherine Belton (1973) è una giornalista e scrittrice britannica, dal 2007 al 2013 corrispondente da Mosca per il Financial Times. Nel 2020 ha pubblicato il libro Putin's People (Gli uomini di Putin), in russo Люди Путина?, sulla crescita del presidente russo Vladimir Putin. Il libro è stato nominato "libro dell'anno" daThe Economist, il Financial Times, il New Statesman e The Telegraph. È stata anche soggetto di cinque querele separate presentate da miliardari e oligarchi russi e da Rosneft.
Vive a Londra e lavora come corrispondente investigativa per la Reuters con sede a Londra.

## Biografia
Dal 2007 al 2013, Belton ha lavorato al Financial Times come corrispondente da Mosca del giornale, avendo precedentemente scritto di attualità russa sia per il Moscow Times che per Business Week. Nel 2016 è stata anche corrispondente legale. Nel 2009, i British Press Awards hanno selezionato Belton per il premio Giornalista economico dell'anno.

### Gli uomini di Putin
Pubblicato nell'aprile 2020 da William Collins nel Regno Unito e a giugno da Macmillan, "Putin's People: How the KGB Took Back Russia and Then Took On the West" ("Gli uomini di Putin. Come il KGB si è ripreso la Russia e sta conquistando l'Occidente")  è un resoconto dell'ascesa al potere del presidente russo Vladimir Putin e dell'influenza del Cremlino sull'Occidente. Tra le sue fonti Sergej Pugačëv.
Luke Harding (autore di "Shadow State: Murder, Mayhem and Russia's Remaking of the West"), scrivendo per The Guardian, ha descritto il libro come "il resoconto più notevole finora dell'ascesa di Putin da agente del KGB a provocatore agente mortale nell'odiato Occidente... Questo è un libro superbo. Il suo unico difetto è una forte dipendenza da fonti anonime ben posizionate". L'"Economist" ha nominato "Putin's People" come uno dei suoi libri dell'anno nella categoria della politica e dell'attualità, dicendo che "questo [libro] è il più vicino a un resoconto definitivo. Si basa su ampie interviste e "sleuthing" d'archivio per raccontare una vivida storia di cinismo e violenza". Anche il Financial Times lo ha scelto come uno dei suoi migliori libri del 2020.
Michael Carpenter, nel settembre 2015 consigliere per la Russia dell'allora vicepresidente Joe Biden, ha dichiarato: "La Russia sta sostenendo il Front National in Francia, lo Jobbik in Ungheria, la Lega Nord e il Movimento 5 Stelle in Italia. Stanno seguendo tutti questi partiti antisistema di destra e di sinistra. Il loro obiettivo è quello di mirare ai paesi europei per indebolire la Ue. È una cosa molto seria, per cui hanno speso molto tempo e denaro",
Nel marzo 2021, Roman Abramovich ha intentato una causa a Londra contro Belton e il suo editore, HarperCollins, per diffamazione. Harbottle & Lewis rappresentavano Abramovich sulla questione. Belton, a causa di Sergei Pugachev, sostiene che Abramovich ha acquisito il Chelsea Football Club nel 2003 sotto le istruzioni di Putin. La causa per diffamazione fu risolta con HarperCollins che si scusò pubblicamente con Abramovich. Sebbene il libro portasse una smentita da parte sua, le edizioni future spiegheranno le motivazioni di Abramovich in modo più dettagliato.
Ulteriori cause legali sono state intentate contro HarperCollins da Mikhail Fridman, Petr Aven e contro l'autore e l'editore di Shalva Chigirinsky e Rosneft. HarperCollins ha dichiarato che "difenderà con forza" le azioni. Il "Guardian" lo ha descritto come "un mucchio di miliardari russi su una scala che questo paese non ha mai visto" aggiungendo che "gli avvocati di Londra sono al lavoro. Carter-Ruck, CMS, Harbottle & Lewis e Taylor Wessing hanno un miliardario a testa in una sorta di socialismo del litigioso".

## Opere
- Gli uomini di Putin, Milano, La nave di Teseo, 2020 ISBN 978-88-346-0411-3